# COVAX
Globalni dostop do cepiv COVID-19, skrajšano COVAX, je svetovna pobuda za pravičen dostop do cepiv proti COVID-19, ki jo vodijo organizacije Gavi, Vaccine Alliance (prej Global Alliance for Vaccines and Immunization ali GAVI), Coalition for Epidemic Preparedness Innovations (CEPI) in Svetovna zdravstvena organizacija (WHO). Je eden od treh stebrov pospeševalnika za dostop do orodij COVID-19, pobude, ki so jo aprila 2020 kot odziv na pandemijo COVID-19 začeli izvajati SZO, Evropska komisija in francoska vlada. COVAX usklajuje mednarodna sredstva, da bi državam z nizkimi in srednjimi dohodki omogočil pravičen dostop do testov, terapij in cepiv COVID-19. Do 15. julija 2020 se je mreži COVAX pridružilo 165 držav, ki predstavljajo 60 % človeške populacije. Vendar pa do 11. aprila 2021 COVAX ne dosega svojega cilja, saj je do konca marca dostavil 38,5 milijona odmerkov, čeprav je bil cilj 100 milijonov odmerkov.

## Kandidati za cepivo
SZO je 9. maja 2021 za uporabo v nujnih primerih odobrila cepiva tozinameran, cepivo proti covidu-19 Moderna, Sinopharm BBIBP-CorV, Oxford-AstraZeneca in Johnson & Johnson. Ta cepiva se lahko distribuirajo kot del cepiva COVAX.
Številne države, ki bodo imele koristi od cepiva COVAX, imajo "omejene regulativne zmogljivosti" in so odvisne od dovoljenj SZO. Do začetka leta 2021 je SZO pregledala 11 potencialnih cepiv COVID-19 za uvrstitev na seznam cepiv za nujno uporabo (EUL). Prvo cepivo, ki ga je WHO 31. decembra 2020 odobrila za svoj seznam EUL, je bilo cepivo tozinameran (Pfizer-BioNTech COVID-19) – RNA cepivo, ki ga je razvila družba BioNTech v sodelovanju z ameriškim podjetjem Pfizer in se prodaja pod blagovno znamko Comirnaty.
Svetovna zdravstvena organizacija je 24. avgusta 2020 v sporočilu za javnost navedla, da ima COVAX devet kandidatov za cepivo, ki jih podpira CEPI, in devet kandidatov v preskušanju, kar ji omogoča največji izbor cepiv COVID-19 na svetu. Do decembra 2020 je COVAX zaključil pogajanja z drugimi proizvajalci, ki so mu omogočila dostop do dveh milijard odmerkov cepiva.